# Brachyporus miser
Brachyporus miser är en insektsart som beskrevs av Griffini 1913. Brachyporus miser ingår i släktet Brachyporus och familjen Anostostomatidae. Inga underarter finns listade i Catalogue of Life.